# Eduard de Casembroot

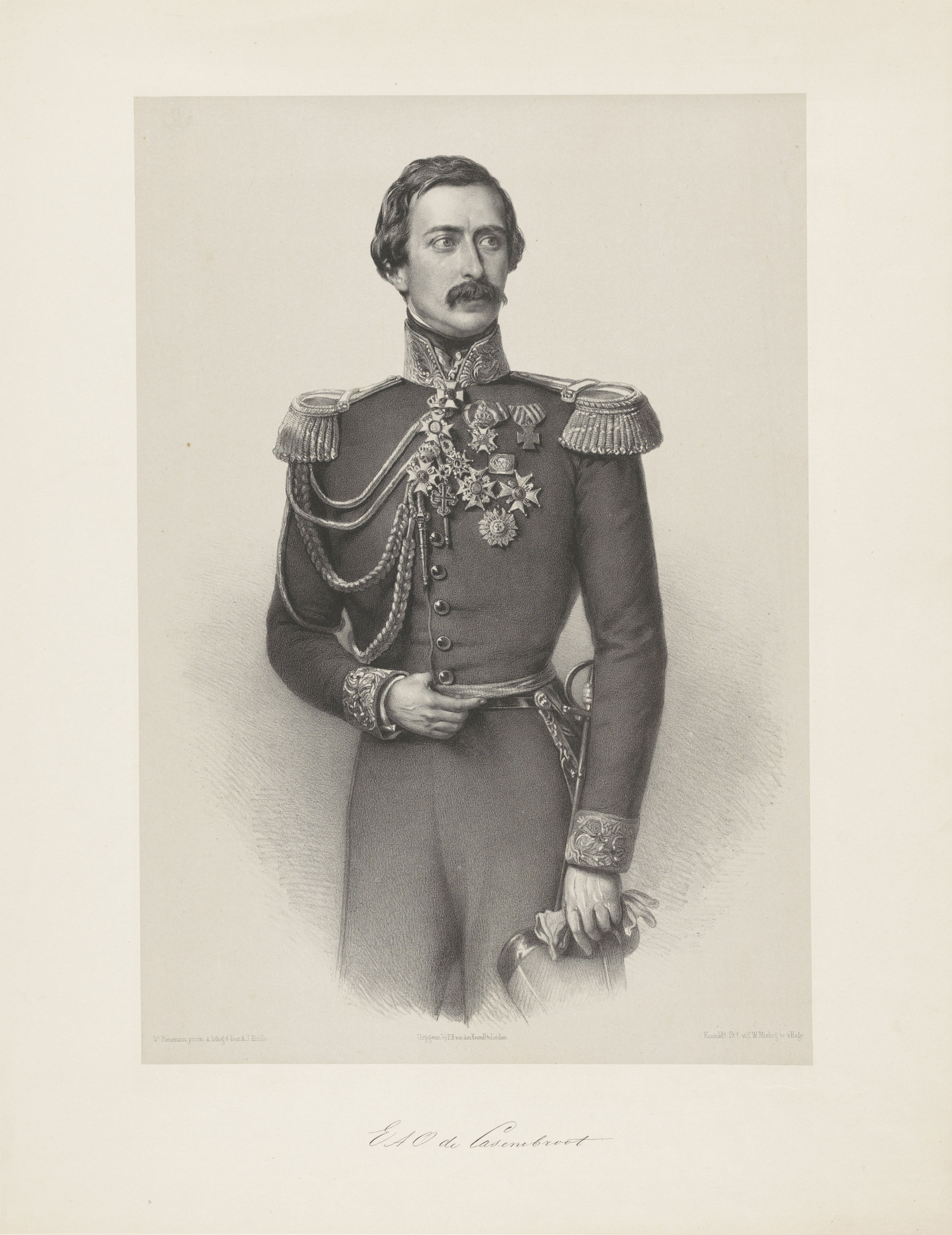
Portret van Eduard de Casemboot (prent van Adrianus Johannes Ehnle naar een ontwerp van Nicolaas Pieneman, datering 1857 - 1863)

Eduard August Otto de Casembroot (Oud-Vossemeer, 20 juni 1812 – 's-Gravenhage, 28 september 1883) was een Nederlandse jonkheer, luitenant-generaal, meervoudig minister van Oorlog en gouverneur van de prins van Oranje, de oudste zoon van koning Willem III der Nederlanden.

## Biografie
De Casembroot was van 30 januari 1820 tot 12 oktober 1837 kamerjonker in bijzondere dienst van de Nederlandse koningin Wilhelmina. Hij was ook een vertrouweling van koning Willem III. De Casembroot was acht jaar lang gouverneur van zijn oudste zoon Willem (roepnaam Wiwill) en in die hoedanigheid belast met zijn opvoeding. Daarvoor was hij anderhalf jaar ondergouverneur van Wiwill en zijn broer Maurits. Van 18 juni 1852 tot 28 september 1883 was hij adjudant in buitengewone dienst van koning Willem III. In het kabinet-Rochussen, het kabinet-Van Hall-Van Heemstra en het kabinet-Van Zuylen van Nijevelt-Van Heemstra was hij minister van Oorlog. Hij stond bekend als een conservatief politicus. Na zijn ministerschap was hij van 1 juli 1862 tot 1 november 1865 lid van de Raad van State. Als militair reikte hij circa 1879 tot luitenant-generaal. 
De Casembroot schreef een dagboek over zijn jaren als gouverneur van de kroonprins, dat hij met een terugblik erin bewerkte tot zijn Herinneringen uit mijn leven gedurende mijne betrekking als Gouverneur van ZKH den Prins van Oranje. Het bewerkte dagboek werd door De Casembroot bij testamentaire beschikking vermaakt aan het Algemeen Rijksarchief, onder voorwaarde dat het pas veertig jaar na zijn overlijden geopenbaard mocht worden. Het dagboek begint op 10 februari 1849 en eindigt op 20 september 1858. 
- Biografisch Portaal: 40969118
- International Standard Name Identifier: 0000 0003 9039 6362
- Nederlandse Thesaurus van Auteursnamen: 070108331
- Parlement.com: vg09llj46c3g
- Virtual International Authority File: 284036145
- WorldCat: E39PBJjHjd9DKjdGPVf8FgTWDq